# SN 2011gr
SN 2011gr – supernowa typu Ia odkryta 18 września 2011 roku w galaktyce A002045+0656. W momencie odkrycia miała maksymalną jasność 18,30m.